# Солин
Солин је град у Хрватској, у Сплитско-далматинској жупанији.

## Географски положај
Солин се налази у средишњој Далмацији у непосредној близини Сплита, североисточно, док јасно видљиве границе и нема због ширења оба града. Ипак, Солин није сплитско предграђе, јер је Солин самосталан град.

## Историја
До територијалне реорганизације у Хрватској налазио се у саставу старе општине Солин.
Солин је првобитно постојао под именом Салона и био је грчка колонија основана у 3. веку п. н. е., а затим и римска. О салонитанској прошлости постоји много података и могле би се исписати странице, но да се схвати величина Салоне, довољно је рећи неколико чињеница. Салона је била упола велика као највећи тадашњи град Константинополис. Била је средиште провинције Илирик, а касније и надбискупско средиште ових крајева. Салона је пала под навалом Словена и Авара у 7. веку, но још није прецизирана година њеног пада због различитих доказа. Још и дан данас трају ископавања некад величанственог града, који је био значајан и у старохрватској и старохришћанској историји. Он се наводи као место првих покрштавања Хрвата па се река Јадро која протиче Солином наводи као „хрватски Јордан“, у Цркви Св. Петра и Мојсија је крунисан хрватски краљ Звонимир, а краљица Јелена Славна је подигла две цркве, од којих једна још увек постоји иако је неколико пута уништена, али сваки пут обновљена, и најстарије је маријанско светилиште, и место посете папе Јована Павла II 4. октобра 1998. године.
Значај Салоне је управо то што већина Салоне није под Солином као што је то случај у другим градовима те се још много тога налази под земљом само због недостатка свести људи и новца. Но, недавно је покренута идеја да се Салона стави под заштиту УНЕСКО-а, у нади да ће се тако сачувати заборављено национално благо. Ту је и манастириште сачувано под називом Манастирине.

## Становништво
На попису становништва 2011. године, град Солин је имао 23.926 становника, од чега у самом Солину 20.212.

### Град Солин
| Број становника по пописима | Број становника по пописима | Број становника по пописима | Број становника по пописима | Број становника по пописима | Број становника по пописима | Број становника по пописима | Број становника по пописима | Број становника по пописима | Број становника по пописима | Број становника по пописима | Број становника по пописима | Број становника по пописима | Број становника по пописима | Број становника по пописима | Број становника по пописима |
| --------------------------- | --------------------------- | --------------------------- | --------------------------- | --------------------------- | --------------------------- | --------------------------- | --------------------------- | --------------------------- | --------------------------- | --------------------------- | --------------------------- | --------------------------- | --------------------------- | --------------------------- | --------------------------- |
| 1857.                       | 1869.                       | 1880.                       | 1890.                       | 1900.                       | 1910.                       | 1921.                       | 1931.                       | 1948.                       | 1953.                       | 1961.                       | 1971.                       | 1981.                       | 1991.                       | 2001.                       | 2011                        |
| 1.878                       | 2.169                       | 2.203                       | 2.302                       | 2.862                       | 3.710                       | 4.017                       | 5.515                       | 4.402                       | 4.520                       | 6.298                       | 11.984                      | 13.980                      | 15.410                      | 19.011                      | 20.212                      |

Напомена: Настао из старе општине Солин. У 1981. садржи део података за општину Клис. Од 1857. до 1971. део података садржан је у граду Сплиту.

### Солин (насељено место)
| Број становника по пописима | Број становника по пописима | Број становника по пописима | Број становника по пописима | Број становника по пописима | Број становника по пописима | Број становника по пописима | Број становника по пописима | Број становника по пописима | Број становника по пописима | Број становника по пописима | Број становника по пописима | Број становника по пописима | Број становника по пописима | Број становника по пописима | Број становника по пописима |
| --------------------------- | --------------------------- | --------------------------- | --------------------------- | --------------------------- | --------------------------- | --------------------------- | --------------------------- | --------------------------- | --------------------------- | --------------------------- | --------------------------- | --------------------------- | --------------------------- | --------------------------- | --------------------------- |
| 1857.                       | 1869.                       | 1880.                       | 1890.                       | 1900.                       | 1910.                       | 1921.                       | 1931.                       | 1948.                       | 1953.                       | 1961.                       | 1971.                       | 1981.                       | 1991.                       | 2001.                       | 2011                        |
| 866                         | 1.739                       | 1.054                       | 1.235                       | 1.599                       | 2.110                       | 2.396                       | 3.289                       | 1.971                       | 1.954                       | 3.588                       | 9.137                       | 11.176                      | 12.575                      | 15.850                      | 20.212                      |

Напомена: Исказује се као самостално насеље од 1981. настало издвајањем из насеља Сплит (град Сплит), у самостално насеље. До 1931. такође је исказивано као самостално насеље. Од 1948. до 1971. исказивано као део насеља Сплит (град Сплит). У 1991. смањено издвајањем дела насеља у самостално насеље Блаца, за које и садржи податке у 1869, 1921. и 1931, као и за део подручја насеља Клис (општина Клис), који је само у 1981. припадао насељу Солин, док је раније то подручје припадало насељу Клис (општина Клис). Такође је у 1991. смањено за део подручја насеља који је припојен насељу Врањиц, а за који садржи податке у 1857. и од 1880. до 1961.
Солин је свој нагли процват почео пре неких 10 година и од тада незаустављиво расте, зграде и куће се непрестано граде на сваком слободном месту, људи се непрекидно досељавају због свих погодности које пружа мали град у развоју у непосредној близини регионалног средишта. Тако се у Солину непрестано бележи пораст становништва што имиграцијом, што порастом наталитета. То је довело и до пребукираности основних школа због чега се очекује скоро довршење нове школе у посебно „процветалом“ кварту „Прико воде.“

### Попис 1991.
На попису становништва 1991. године, насељено место Солин је имало 12.575 становника, следећег националног састава:
| Попис 1991.‍    | Попис 1991.‍  | Попис 1991.‍ | Попис 1991.‍ | Попис 1991.‍ |
| -------------- | ------------ | ----------- | ----------- | ----------- |
|                |              |             |             |             |
| Хрвати         | Хрвати       |             | 11.864      | 94,34%      |
| Срби           | Срби         |             | 301         | 2,39%       |
| Југословени    | Југословени  |             | 80          | 0,63%       |
| Муслимани      | Муслимани    |             | 56          | 0,44%       |
| Словенци       | Словенци     |             | 16          | 0,12%       |
| Црногорци      | Црногорци    |             | 6           | 0,04%       |
| Македонци      | Македонци    |             | 5           | 0,03%       |
| Мађари         | Мађари       |             | 4           | 0,03%       |
| Руси           | Руси         |             | 3           | 0,02%       |
| Чеси           | Чеси         |             | 3           | 0,02%       |
| Албанци        | Албанци      |             | 2           | 0,01%       |
| Италијани      | Италијани    |             | 2           | 0,01%       |
| Пољаци         | Пољаци       |             | 2           | 0,01%       |
| Русини         | Русини       |             | 2           | 0,01%       |
| Аустријанци    | Аустријанци  |             | 1           | 0,00%       |
| Бугари         | Бугари       |             | 1           | 0,00%       |
| Турци          | Турци        |             | 1           | 0,00%       |
| остали         | остали       |             | 2           | 0,01%       |
| неопредељени   | неопредељени |             | 64          | 0,50%       |
| регион. опр.   | регион. опр. |             | 21          | 0,16%       |
| непознато      | непознато    |             | 139         | 1,10%       |
| укупно: 12.575 |              |             |             |             |

## Администрација и политика
Солин има статус града и тренутно је 21. у Хрватској по броју становника.

## Привреда
У Солину се као најважнија налази фабрика цемента „Далмацијацемент“ која чини основу солинске индустрије. Њен цемент је уграђен и у ауто-пут Загреб — Сплит, тј. у њене пропратне елементе: надвожњаке, тунеле, мостове, пумпне станице, стајалишта, ресторане... Но, „Далмацијацемент“ има и успешан извоз у све земље Европе, понајвише суседне. У Солину постоји још безброј мањих фирми са успешним пословањем.
У непосредној близини Солина се налази и фабрика Салонит у Врањицу те врањичко бродоградилиште.
Ипак, већина грађана је запослена у Сплиту или у великим трговачким центрима у Солину или његовим рубним деловима.

## Култура и спорт
У Солину делују многи ансамбли и друштва: мажореткиње, градска музичка група Звонимир која свира на свакој свечаности како у Солину тако и у Сплиту, будући да је сплитска музичка група тек недавно основана, Вокалисти Салоне који су ове године освојили 1. место на Омишком фестивалу клапа и постигли многе друге награде. Ту су још и „пучки пивачи“, бројне друге женске и мушке те мешовите клапе, фолклорно-уметничко друштво које такође добија многе вредне награде. Уз све те локалне концерте, у Солину се одржава и сад већ традиционални међународни Ethno-Ambient који угошћује музичаре са свих континената. Ове године је у Солину одржан и прва међународна изложба карикатура.
Солињани који су упознати са статистикама могу с правом рећи да није Сплит, већ Солин „најспортскији град на свиту“. У Солину је чак 10 % становништва регистровано у професионалним и аматерским спортским клубовима, што износи чак 2.000 становника! Од најпознатијих су ЖРК Липовац, који је већ неколико година у Првој хрватској лиги и то при самом врху, и то у свим узрастима, од кадеткиња до сениорки. Уз њих је РК Солин који је тек од 2005. у Првој хрватској лиги. Од фудбалских представника Солин има НК Солин који је у Другој хрватској лиги, иако је пре неколико година играо утакмицу за улазак у 1. лигу и иако су у Солину добили 3-0 Марсонију, на крају ипак нису успели задржати предност у узвратном мечу. Ипак, један од најпознатијих спортских клубова је стрељачки Далмацијацемент који је дао и даје многе прваке и првакиње Хрватске, али и олимпијску победницу, Весну Домазет (данас Витез). Челни човек тог клуба, Синиша Витез је селектор хрватске стрељачке репрезентације с којом је постигао много успеха. У Солину дјелују и мушки и женски кошаркашки клуб, познати шаховски клуб ДЦ Мравинце, који је био првак Хрватске неколико пута. Све је више младих који се укључује у рад клубова и постиже значајне резултате, а неки од њих постану мета и великих и моћних клубова.

## Образовање

### Основне школе
У Солину се налазе две осмогодишње основне школе: Дон Ловре Катић на Биланкуши и Вјекослав Параћ у Св. Кају, западном предграђу Солина. Уз њих се налазе и две подручне четворогодишње школе у Нинчевићима и Рупотини, након којих ученици више разреде похађају у ОШ Дон Ловре Катић. У изградњи је и осмогодишње школа у пределу Араповац у Солину. Завршетак изградње се предвиђа за око две године.

### Средње школе
У Солину нема средњих школа, нити је у плану њихова изградња, највјероватније због непотребности јер је вожњом аутобусом Сплит удаљен неких 20-25 минута.